# Svein Mathisen
Pour les articles homonymes, voir Mathisen.
Svein Erling Mathisen dit Matta (né le 30 septembre 1952 – mort le 27 janvier 2011), est un footballeur norvégien. À l’exception d’une courte période avec le club écossais de Hibernian en 1978, Matta a joué pendant toute sa carrière pour le club norvégien de l’IK Start où il a remporté le titre de champion de Norvège en 1978 et 1980. Mathisen a joué 25 fois pour la Norvège, marquant à deux reprises, mais de nombreuses personnes déclarent qu’il n’a jamais atteint son plein potentiel avec l’équipe nationale.
Joueur au milieu de terrain ou en attaque, Mathisen a été un joueur populaire parmi les fans à Kristiansand, bien qu’il y ait un sentiment largement répandu qu’il porte un peu trop d’attention à un jeu défensif. Au total il a joué 327 matches de championnat, et a marqué 106 buts ; ce sont des records du club, et lorsqu’il prend sa retraite en 1989, il est le joueur ayant fait le plus de match en championnat de Norvège. Il a ensuite été battu par Ola By Rise, Roar Strand, Christer Basma, Erik Hoftun et Bjørn Johansen.
En 2009, Mathisen est atteint d’un cancer de l’estomac et il prend un traitement pour cela, mais il continue à jouer au football et à apparaître à la télévision. Lors d’une interview en 2010 avec Verdens Gang, Mathisen déclare que la maladie lui avait appris à aimer les petites choses de la vie et qu’il était optimiste pour sa guérison.
Svein Mathisen est mort dans son sommeil de son cancer dans les premières heures du 27 janvier 2011, un an et demi après qu’il eut été diagnostiqué. Sa dernière apparition publique avait été à un tournoi de football local, quelques jours avant. Plusieurs personnalités footballistiques se sont exprimées sur sa mort, et son ancien club de l’IK Start a annulé toutes les activités pour cette journée.
Le fils de Svein Mathisen, Jesper Mathisen, joue comme défenseur central pour le club de l’IK Start. Il est également un ancien joueur de l’équipe de Norvège Espoir.